# Canal del pulso
El canal del pulso es un espacio topográfico, ubicado en la cara anterior del antebrazo, en la región inferior y lateral del mismo. En este canal pueden percibirse las pulsaciones de la arteria radial. Tiene importancia semiológica debido a que la arteria, en esta zona es más o menos superficial y se encuentra "apoyada" sobre una superficie ósea, lo que permite palpar el pulso sin inconvenientes.

## Límites
Se le pueden describir 3 límites, en posición anatómica, van a ser: medial lateral y posterior.                             
- Medialmente - lo va a limitar el tendón del músculo flexor radial del carpo.
- Lateralmente - lo va a limitar el tendón del músculo braquiorradial.
- Posteriormente - lo van a limitar, de superficial a profundo y de arriba hacia abajo: El músculo flexo largo del dedo pulgar, el extremo lateral del músculo pronador cuadrado y finalmente la cara anterior de la extremidad inferior del hueso radio.

La arteria radial pasa por delante de todo el plano muscular de la pared posterior.